# Dariia Myroniuk
Dariia Myroniuk, née le 7 octobre 2001 est une escrimeuse ukrainienne, pratiquant le fleuret.

## Biographie
Lors des championnats d'Europe d'escrime 2024 Myroniuk perd en finale 10-15 face à Arianna Errigo et remporte ainsi sa première médaille d'argent européenne, et entre dans l'histoire du fleuret Ukrainien en étant la seconde médaillée et première finaliste des championnats d'Europe.

## Palmarès
- Championnats d'Europe :
  -  Médaille d'argent en individuel aux championnats d'Europe d'escrime 2024 à Bâle